# Conacul familiei Romanov
Conacul (Vila) familei Romanov este un monument de arhitectură de importanță națională din satul Romănești, raionul Strășeni (Republica Moldova), construit la începutul secolului al XX-lea.
Actualmente, se află în stare de degradare. Fațada este toată fisurată, iar atunci când plouă apa curge prin acoperiș. Conacul are doar o parte din pereții din interior, iar podeaua este totalmente distrusă. Deteriorate sunt și balustradele.

## Vezi și
- Lista conacelor din Republica Moldova